# 줄리아 앤
줄리아 앤(Julia Ann, 1969년 10월 8일 ~ )은 미국의 포르노 배우, 댄서, 모델이다. 2004 AVN상 여우주연상 수상자이다.